# 格羅蘇普列

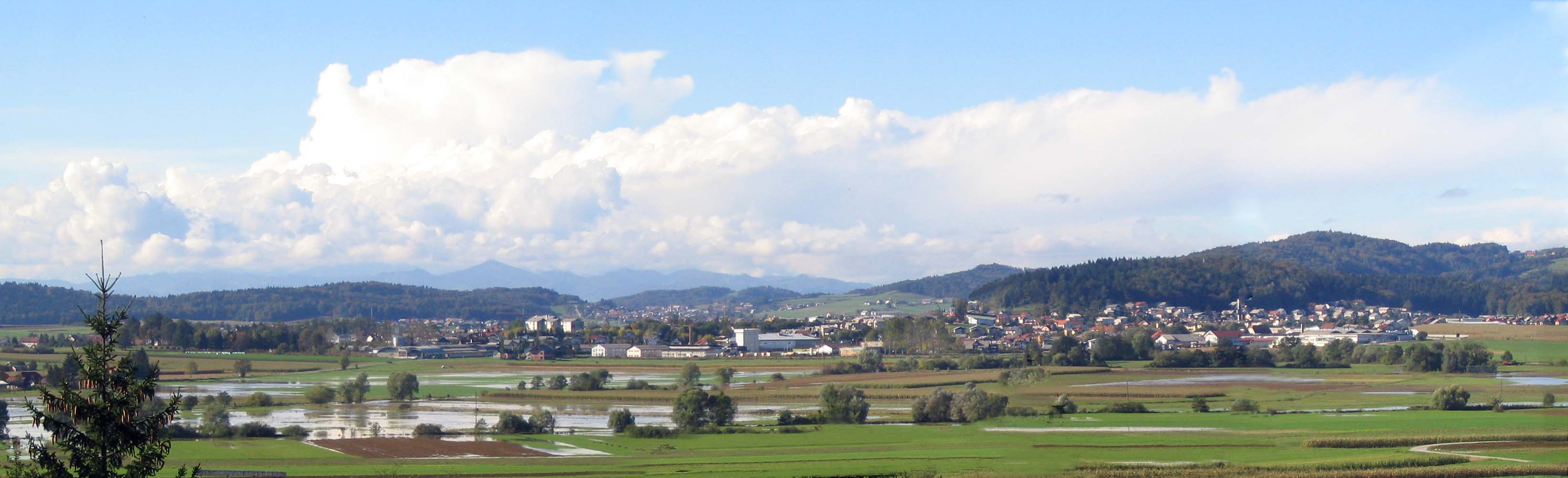

格羅蘇普列，是斯洛文尼亞中部格羅蘇普列市鎮的城鎮及行政中心。面積5.3平方公里，鎮上建於1468年的城堡在第二次世界大戰的火災中被摧毀，2022年人口数量为7,501人。

## 外部連結
- Grosuplje on Geopedia （页面存档备份，存于）
- Grosuplje municipal site （页面存档备份，存于）